# 김적교
김적교(1935년 1월 28일~)는 대한민국 한양대학교 명예교수이다.

## 학력
- 대구상원고등학교
- 서울대학교 경제학과
- 미국 밴더빌트 대학교 사회과학대학
- 독일 보훔 루르 대학교 대학원 경제학 박사
- 독일 쾰른 대학교 경제학

## 경력
- 한양대학교 명예교수
- 네덜란드 사회연구소 연구원
- 조흥은행 비상임이사